# Bleekgele vliegenvanger
De bleekgele vliegenvanger (Tregellasia capito) is een zangvogel uit de familie Petroicidae (Australische vliegenvangers).

## Verspreiding en leefgebied
Deze soort is endemisch in Australië en telt twee ondersoorten:
- T. c. nana: noordoostelijk Australië.
- T. c. capito: oostelijk Australië.

## Status
De grootte van de populatie is niet gekwantificeerd maar de soort wordt omschreven als schaars maar naar het noorden iets algemener. Op de Rode lijst van de IUCN heeft deze soort de status niet bedreigd.